# Karl Eugen Slevogt
Karl Eugen Slevogt (* 9. Mai 1912 in Apolda, Thüringen; † 5. Dezember 1976 in Weilheim in Oberbayern) war ein deutscher Physiker und Unternehmensgründer der Wissenschaftlich-Technische Werkstätten GmbH.

## Leben
Karl Eugen Slevogt war das zweite Kind von Karl Joachim Slevogt und dessen Ehefrau Josefine, geb. Engelbrecht. Er hatte eine ältere Schwester und einen jüngeren Bruder. Karl E. Slevogts Vater war als Automobil-Konstrukteur und erfolgreicher Rennfahrer bekannt, der 1909 mit einem Fahrzeug mit einem von ihm entwickelten Motor einen Geschwindigkeitsweltrekord für Vierzylinder (130 km/h) aufgestellt hatte. In Apolda leitete dieser eine Automobilfabrik.
Seine Schulzeit absolvierte Karl E. Slevogt in Hameln. In der dortigen Oberrealschule legte er 1931 sein Abitur ab. Anschließend studierte er Physik an den Hochschulen Hannover, Graz und Würzburg. Mit einer Arbeit über „Dispersion und Absorption elektrischer Wellen in Alkoholen und wässrigen Lösungen“ promovierte Karl E. Slevogt im Februar 1938 an der Universität Würzburg zum Doktor der Naturwissenschaften (Dr. rer. nat.) und war anschließend ab März 1938 als Assistent am Physikalischen Institut der Bergakademie Clausthal tätig. Dort habilitierte er im Januar 1941 mit einer Arbeit „Über die Fortpflanzung ultrakurzer Wellen längs eines dielektrischen Leiters“ und war später als Dozent tätig.
Im Februar 1941 wurde er zum Militärdienst bei der Luftwaffe der Wehrmacht eingezogen, wo er bis zum Kriegsende im Funkmessdienst, an der Luftnachrichtenschule Halle und in der Entwicklung eingesetzt war. Er gehörte zu den wissenschaftlichen Pionieren im deutschen Raketenzentrum in Peenemünde während des Zweiten Weltkrieges um Wernher von Braun und war verantwortlicher Leiter in der Raketenentwicklungsgruppe „Steuerung und Lenkung“. Der Kontakt zu Wernher von Braun hielt über Jahrzehnte und Karl E. Slevogt traf diesen zuletzt 1972 in der Schweiz.
Am 2. Juni 1956 heiratete Karl E. Slevogt Eva geb. Ernst. Aus dieser Ehe ging Tochter Petra (* 1960) hervor. Am 5. Dezember 1976 verstarb er im Weilheimer Krankenhaus im Alter von 64 Jahren an den Folgen eines Gehirnschlags.
Am 8. Dezember 1976 fand seine Beisetzung in Polling statt, dem er sich immer besonders verbunden fühlte. Dort hätte er auch am 11. September 1976 zum Ehrensenator der „Academia Cosmologica Nova“ berufen werden sollen.

## Wirken
Am 1. September 1945 machte sich Karl E. Slevogt selbständig und gründete in Wessobrunn das „Ingenieurbüro für Elektrophysik und Aufbereitung“. Die ersten Betätigungsfelder lagen auf Bauernhöfen in der Umgebung, wo Reparaturarbeiten aller Art ausgeführt wurden. Kurz darauf begann Slevogt mit der Herstellung von Radiogeräten. Bereits Mitte 1946 zählte der Betrieb, der bis 1949 im Anwesen eines Wessobrunner Mechanikermeisters untergebracht war, vier Mitarbeiter. Zu dieser Zeit entstand dort auch die von Karl E. Slevogt entwickelte „Thassilo“-Radiogeräte-Serie. Die Chassis ließ er von der Firma Zarges, Holzgehäuse von Schreinereien fertigen. 1947 lag die Jahresproduktion der Thassilo-Radios bei etwa 200 Stück.
1948 benannte Karl E. Slevogt sein Unternehmen in WTW Wissenschaftlich-Technische Werkstätten um. Gleichzeitig suchte er, nachdem die Nachfrage nach seinen Radiogeräten abnahm, nach neuen Geschäftsideen und Produkten. Das erste Messinstrument, das WTW im Jahr 1948 entwickelte, war ein Messgerät zur Bestimmung der Dielektrizitätskonstante, kurz Dekameter, genannt. Bereits ein erstes Muster dieses Geräts konnte erfolgreich vermarktet werden. Erste Käufer waren die Chemischen Werke Hüls. Der erste Schritt für den weiteren Geschäftserfolg war damit getan. Im folgenden Jahr 1949 wurde ein Dekameter entwickelt, der speziell auf die Messung der Feuchtigkeit von Tabak ausgelegt war. Diesen konnte Slevogt zunächst bei einem deutschen, Reemtsma, später auch bei europäischen Tabakwarenherstellern erfolgreich vermarkten.
In der Folgezeit entwickelte die Firma WTW eine Vielzahl weiterer Mess- und Analyseinstrumente und -geräte. So konnte Karl Eugen Slevogt im Jahr 1954 ein pH-Wert-Messgerät im Markt einführen. Im selben Jahr verlegte er den Sitz des Unternehmens mit 20 Mitarbeitern von Wessobrunn nach Polling an den heutigen Standort, der 1978 im Rahmen der Gemeindegebietsreform in das Gebiet der Stadt Weilheim in Oberbayern einbezogen wurde.
In den folgenden Jahren rief Slevogt weitere Betriebe ins Leben. 1958 gründete er ein Institut zur Entwicklung chemisch-physikalischer Analysemethoden. Ein Jahr später, 1959, gründete er den Handelsbetrieb „Dr. Slevogt & Co.“, der für den Import und Export wissenschaftlicher Geräte zuständig war sowie die Service-Firma Elektromos, deren Aufgabe im Service und in der Montage hochwertiger Mess- und Analysegeräte bestand.
1965 brachte WTW den ersten gelgefüllten, elektrochemischen Sauerstoffsensor auf den Markt. Erstmals konnte mit diesem Sensor (mit einer Elektrolytfüllung) über mehrere Monate hinweg Sauerstoffkonzentrationen gemessen werden. Maßgeblicher „Motor“ der Entwicklungen von WTW war immer wieder Karl E. Slevogt selbst, der auch andere Forschungs- und Entwicklungsaufgaben mit einer eigenen Arbeitsgruppe übernahm. Eine seiner Grundideen war, leistungsfähige Geräte für Forschung und Ausbildung zu bauen, die auch im Routinebetrieb Anwendung finden konnten. Der Themenbereich Umweltschutz wurde von Karl Slevogt frühzeitig erkannt und entsprechende Mess- und Analysegeräte entwickelt.
Mit dem anhaltenden Unternehmenserfolg wurde auch der Raumbedarf am Betriebsstandort immer größer. Das zwischenzeitlich weltweit tätige Unternehmen wurde deshalb 1963 durch einen Forschungs- und Entwicklungsbau, 1971 durch die sogenannte Valentinerhalle (Montagehalle) und 1976 mit einem Verwaltungs- und Konstruktionsgebäude erweitert.
Aber nicht nur als Firmengründer und -chef, sondern auch als Wissenschaftler hatte sich Slevogt einen guten Ruf und große Bekanntheit erworben. Grundlegende Arbeiten und Veröffentlichungen, unter anderem über die elektrischen Messungen mit Hochfrequenztechnik – speziell in wässrigen Lösungen – sowie die Messtechnik der elektrolytischen Leitfähigkeit, brachten ihm weltweite Anerkennung ein.

## Ehrungen
Slevogts Wirken in verschiedenen wissenschaftlichen Gremien führte auch zu verschiedenen Berufungen und Ehrungen.
- Er war Vizepräsident des Kuratoriums „Der Mensch und der Weltraum“.[3]
- Nikolaus-Kopernikus-Medaille in Silber[3]
- Mitglied des Beirats Luft-, Raumfahrt und Meeresforschung im Deutschen Museum München. – Als Experte gab er anlässlich der ersten Mondlandung ein Fernsehinterview.
- In Erinnerung an ihren Firmengründer gab die WTW GmbH ihrem im Frühjahr 1990 fertiggestellten Erweiterungsbau den Namen „Dr.-Karl-Slevogt-Haus“.
- Die im Frühjahr 1993 errichtete Haupterschließungsstraße zur Firma WTW wurde von der Stadt Weilheim in „Dr.-Karl-Slevogt-Straße“ benannt.